# جسر دوغي
جسر دوغى هو جسر مدعوم بالكوابل يقع بالقرب من ليوبانشيو في الصين. في 2016، كان الجسر أعلى جسر في العالم بطريق ممهد على ارتفاع أكثر من 565 متر فوق نهر بيبان. يعبر الجسر النهر على الحدود بين مقاطعتي يونان وقويتشو. والجسر جزء من الطريق السريع جي 45 هانغتشو-رويلي الممتد بين تشوجينغ وليوبانشيو. يقدر ارتفاع الأرباج الشرقية 269 متر مما يجعلها واحداً من أطول الجسور في العالم.
يمتد الجسر بطول 1.34 كم (0.83 ميل) بين مدينة شوانوي في مقاطعة يونان ومديرية شويتشينغ في مقاطعة قويتشو. اختصر الجسر الرحلة بين المكانين من أكثر من أربع ساعات قيادة إلى ساعة واحدة، حسب تلفزيون محطة البث الحكومية سي سي تي في.

## الإنشاء
بدأ إنشاء الجسر في 2011. واكتمل انشاؤه في 10 سبتمبر 2016. تم افتتاحه في 29 ديسمبر 2016.